# ماتياس رينغ
ماتياس رينغ (بالألمانية: Matthias Ring) هو قسيس ألماني، ولد في 22 فبراير 1963 في فالنفيلز في ألمانيا.